# Авария Ту-154 в Праге
Ава́рия Ту-154 в Пра́ге — авиационная авария, произошедшая в среду 21 октября 1981 года. Авиалайнер Ту-154Б авиакомпании Malév выполнял международный рейс MAH 641 по маршруту Амстердам — Прага — Будапешт, но при посадке в аэропорту Прага-Рузине жестко сел на ВПП и разломился пополам. Никто из находившихся на его борту 90 человек (81 пассажира и 9 членов экипажа) не погиб, но 23 из них получили ранения.

## Самолёт
Ту-154Б-2 с заводским номером 75A126 и серийным 01-26 был выпущен Куйбышевским авиазаводом (СССР) в октябре 1975 года, после чего был передан венгерской авиакомпании Malév. 30 ноября самолёт получил бортовой номер HA-LCF и имя Ferenc (Ференц). В истории авиакомпании это был первый представитель модели Ту-154Б (6-й построенный заводом Ту-154Б). На октябрь 1981 года общая наработка самолёта составляла 8983 лётных часа и 5642 посадки.

## Экипаж
- Командир воздушного судна — Ференц «Фетя» Такач (венг. Takács «Fetya» Ferenc)[4].
- Второй пилот — Ботонд Сабадфи (венг. Szabadfi Botond)[4].
- Бортинженер — Лайош Фаркаш (венг. Farkas Lajos)[4].

## Авария
Лайнер выполнял пассажирский рейс MAH 641 по маршруту Амстердам — Прага — Будапешт, на его борту находились 9 членов экипажа и 81 пассажир (по другим данным — 7 членов экипажа и 83 пассажира). Заход на посадку в Пражском аэропорту выполнялся в сплошную облачность и сильный дождь. Горизонтальная видимость составляла 2500—4000 метров при вертикальной 60 метров, что, однако, было в пределах метеорологического минимума для данного аэропорта. Также дул умеренный боковой ветер. До торца полосы оставалось 2 километра, когда экипаж доложил, что наблюдает огни полосы, поэтому продолжил снижение.
Когда до полосы оставался километр, самолёт 641 оказался выше глиссады, поэтому экипаж увеличил скорость снижения. Но эта мера помогла мало и порог полосы был пройден на высоте 60 метров вместо 15 (по другим данным — 80 метров вместо 20). Когда летящий со скоростью 265 км/ч самолёт был уже в 105 метрах от начала полосы, командир взял управление на себя и уменьшил режим работы двигателей до малого газа, а также выпустил интерцепторы, хотя на такой малой высоте это запрещено РЛЭ (разрешено до высоты круга). Лайнер потерял поступательную скорость, при этом быстро возросла вертикальная. Экипаж попытался стабилизировать её путём увеличения мощности двигателей, но те из-за своей инерционности (время приёмистости двигателей НК-8-2У с малого газа до взлётного режима — 6—8 с) не успели выйти на заданный режим.
В 13:57 Ту-154 с вертикальной перегрузкой около 13—14 g (по другим данным — 4 g) ударился о землю левее полосы и в 850 метрах от её торца. От высокой перегрузки центральный лонжерон фюзеляжа разломился позади крыла, в результате чего тяжёлый хвост отделился. Проехав несколько сотен метров, лайнер остановился в 1220 метрах от начала полосы. Его правая стойка шасси при этом осталась на полосе, тогда как левая и передняя оказались за пределами полосы и зарылись в грунт. В происшествии были ранены 20 пассажиров и 3 члена экипажа, но никто не погиб.

## Причины
Виновником аварии был назван командир экипажа, который не стал выполнять уход на второй круг, а вместо этого нарушил РЛЭ самолёта Ту-154 по части использования интерцепторов на опасно малой высоте. После расследования подробностей инцидента командир получил условный срок. Смягчающим обстоятельством стало то, что сразу после посадки он вышел в салон, помогая стюардессам в эвакуации пассажиров, а также своим присутствием предотвратив панику в салоне.
Часть фюзеляжа самолёта впоследствии использовали в аэропорту Праги в качестве хозяйственной постройки.